# Limenitis archippus
La mariposa virrey (Limenitis archippus) es una especie  de lepidóptero ditrisio  de la familia Nymphalidae propia de Norteamérica.
Es un caso de mimetismo ya que los adultos son de color y diseño muy similares a los de la mariposa monarca, que es venenosa y ahuyenta a los animales insectívoros. La virrey, era considerada comestible. En este caso imitaría a la especie tóxica para su protección, lo cual sería un caso de mimetismo batesiano. Pero más recientemente se ha comprobado que es un caso de mimetismo mülleriano, en que ambas especies son de mal gusto para los depredadores.

## Hábitos
Posee hábitos diurnos y nocturnos. Son nativas del hemisferio occidental, se las encuentran desde la zona sur de Canadá hasta el extremo sur de Estados Unidos. 

## Características
Sus alas son de naranja rojizo brillante, posee una franja negra en los bordes de las alas. La franja posee una hilera de puntos blancos. 
La mariposa virrey pone sus huevos esféricos, en los extremos de las hojas de robles, abedules, tilos o sauces. El huevo posee una superficie cubierta de cerdas y pequeñas celdas de seis lados. 
La larva se alimenta con el extremo de la hoja sobre la que ha nacido y adhiere utilizando hilos de seda algunos fragmentos de hoja masticada al nervio central de la hoja. Durante el otoño, la oruga adhiere el nervio central al tallo utilizando un cabo de seda, y enrolla la hoja sobre su cuerpo formando un recinto donde pasar el invierno. Finalmente una mariposa emerge a finales de la primavera.